# Jeux d'argent en France

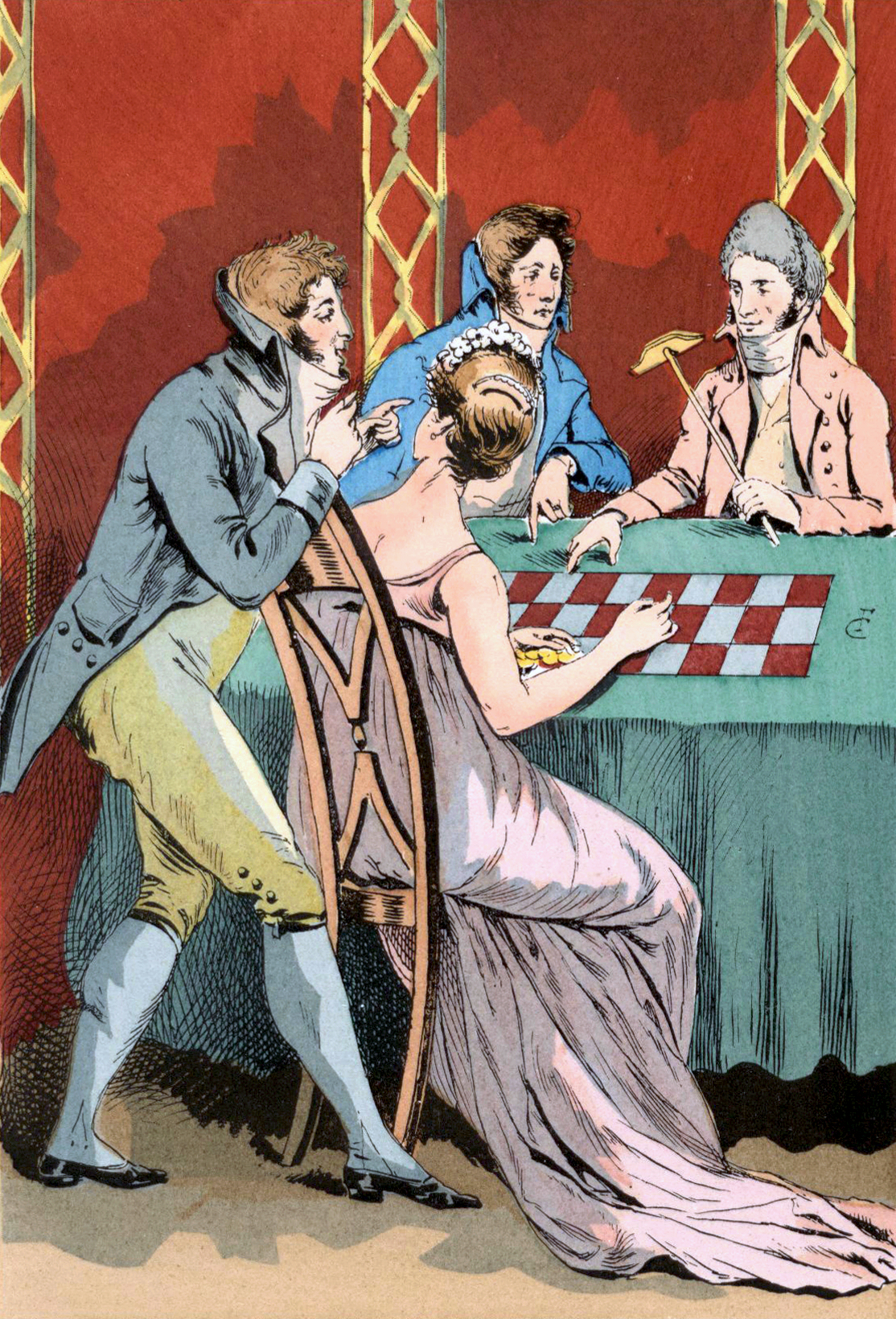
Quatre personnes jouant à un jeu d'argent au début du XIXe siècle.

Les jeux d'argent en France ont un statut légal actuellement, mais sont strictement encadrés, particulièrement en ce qui concerne les jeux d’argent en ligne, afin de lutter contre l’addiction aux jeux.
En 1987, l'âge minimum pour jouer a été abaissé de 21 à 18 ans.
En 1988, les machines à sous sont devenues légales après avoir été interdites.
Il existe deux acteurs principaux de l'industrie des jeux d'argent en France - le PMU (Pari mutuel urbain) et la FDJ (Française des jeux). Le PMU propose principalement des paris hippiques mais aussi des paris sportifs et du poker en ligne, la FDJ propose des jeux de hasard, de grattage et des loteries (Loto notamment). L’actionnaire majoritaire de la FDJ est l’État.
En 2010, avec l’entrée en vigueur de la loi no 2010-476 du 12 mai 2010, relative à l’ouverture à la concurrence et à la régulation du secteur des jeux d’argent et de hasard en ligne, la France a encadré et partiellement légalisé les jeux d'argent en ligne et les a soumis à agrément,. Les activités de jeux en ligne sont supervisés par une autorité administrative indépendante, l'ANJ (« Autorité Nationale des Jeux »).

## Historique et contributions
L'industrie du jeu en France a une très longue histoire et certains des établissements de jeu les plus anciens et les plus populaires sont situés sur le territoire de ce pays. La France a également contribué au développement de jeux de casino populaires.
C'est en France que la reine est devenue un élément permanent du jeu de carte, remplaçant le noble dans les années 1500.
Au XVIIe siècle, le mathématicien français Blaise Pascal a inventé la roulette, ce qui a conduit plus tard à l'introduction du jeu de roulette. Le pari mutuel a une origine française et a été inventé vers 1870.

## Surveillance
Le secteur des jeux d'argent est placé sous la surveillance du Service central des courses et jeux (SCCJ). Avant 2008, le service "Course et jeux" était une branche  de la Direction centrale des Renseignements généraux (RG). Par le décret no 2008-609 du 27 juin 2008, celle-ci fusionne avec la direction de la Surveillance du territoire (DST) pour devenir la direction centrale du Renseignement intérieur (DCRI). Le SCCJ compte quatre divisions : affaires judiciaires et jeux liés aux nouvelles technologies, surveillance des casinos et cercles, courses, logistique et moyens opérationnels.

## Jeux d'argent à distance
Les premiers pas vers la légalisation des jeux d'argent à distance en France ont été faits en 2005, lorsque la Commission européenne a commencé à enquêter sur la situation du marché français des jeux d'argent. En 2006, la Commission a émis un avis, puis en 2007, elle a demandé que des modifications soient apportées à la loi existante afin de la rendre conforme à la législation européenne. En conséquence, en 2009, le gouvernement français a présenté un projet de loi qui ouvrait partiellement le marché des jeux d'argent aux opérateurs d'autres pays de l'UE. L'Association des jeux d'argent à distance a critiqué les principales dispositions du projet de loi, estimant qu'il offrait des conditions défavorables aux nouveaux opérateurs par rapport aux opérateurs publics en place. Les principales lignes de critique comprenaient : 
- gamme limitée de services de jeux d'argent pouvant être offerts par les opérateurs ;
- régime fiscal défavorable ;
- faibles gains pour les joueurs ;
- des exigences strictes, notamment la nécessité de conserver les serveurs de jeux sur le territoire français[11].

La loi n° 2010-476 du 12 mai 2010 relative à l'ouverture à la concurrence et à la régulation du secteur des jeux d'argent et de hasard en ligne est souvent appelée la loi française sur les jeux d'argent. Elle est entrée en vigueur le 13 mai 2010 et a ouvert le marché des jeux d'argent en ligne en France, créant également un organisme officiel pour réguler le secteur - ANJ (Autorité Nationale des Jeux), 3 autres autorités de régulation peuvent également appliquer leurs pouvoirs de régulation du secteur : l'Autorité française de la concurrence (ADLC), le CSA (Autorité indépendante de protection de la liberté de communication audiovisuelle) et la CNIL. Il existe 3 types de licences pour les 3 types d'activités de jeux d'argent en ligne autorisées par la loi française sur les jeux d'argent : 
- paris sportifs en ligne (paris en direct, paris mutuels et paris à cote fixe) ;
- les paris en ligne sur les courses de chevaux (paris mutuels)
- jeux de poker en ligne (Texas Hold'em Limit, Texas Hold'em pot limit, Texas Hold'em no limit et Omaha Poker 4)[réf. nécessaire].

Les jeux de casino ainsi que les spreads betting et les betting exchange ne sont pas autorisés, car le législateur a déclaré qu'ils créaient trop de dépendance. Le poker est l'un des jeux pratiqués dans les casinos, mais il est légal, car le résultat du jeu dépend de l'habileté du joueur, qui peut alterner sa stratégie en fonction de la situation de jeu.
Les jeux d'argent en ligne en France ont été légalisés juste avant la Coupe du monde 2010. En conséquence, les joueurs ont ouvert plus de 1,2 million de comptes sur les sites autorisés dès le premier mois. Ils ont misé 83 millions d'euros, soit près de deux fois plus qu'à la même période en 2009, où la seule option pour parier légalement en ligne était de se tourner vers les sites de paris publics.